# Heavy Rotation
Heavy Rotation je čtvrté řadové album zpěvačky Anastacia. Deska vyšla 30. října 2008.

## Seznam písní
1. I Can Feel You
2. The Way I See It
3. Absolutely Posivitely
4. Defeated
5. In Summer
6. Heavy Rotation
7. Same Song
8. I Call It Love
9. All Fall Down
10. Never Gonna Love Again
11. You'll Be Fine